# Søren Kierkegaard
Søren Aabye Kierkegaard (Aabye uttalas: ['o:by]; åby), född 5 maj 1813 i Köpenhamn, död 11 november 1855 i Köpenhamn, var en dansk filosof, teolog och författare, som anses vara en av existentialismens grundare.
Kierkegaard påbörjade sitt författarskap 1838. Filosofiskt såg Kierkegaard drivkraften till människans handlande i den existentiella ångesten och hans inflytande har varit stort såväl inom teologin och filosofin som inom diktningen. Namnet Kierkegaard är taget efter faderns fädernegård i Jylland. Kierkegaard var son till Michael Pedersen Kierkegaard, som i samband med Napoleonkrigen blev en av Danmarks rikaste män.

## Biografi och filosofi
Kierkegaard växte upp i ett strängt puritanskt hem. Han började att studera teologi 1830, men deltog så aktivt i studentlivet att hans examen fördröjdes.
Fadern led av en stundtals svår religiös melankoli, och det kom också att drabba den unge Kierkegaard. Omkring 1838 inträffade något som Kierkegaard kom att beteckna som "den stora jordbävningen", då han började tro att hans, broderns och faderns tungsinne samt hans fem syskons förtidiga död, var ett Guds straff. Han visste inte varför Gud straffade honom; möjligen kunde det bero på hans far. Det kan också vara för att Gud förbannat deras familj för världens orättvisor eller för att fadern hade smittat hela familjen med syfilis (det senare är dock osäkert). I samband med dennes död 1838 fick Kierkegaard också kunskap om faderns "snedsprång" utanför äktenskapet med hushållets piga, efter sin första hustru Anes död, och som senare skulle bli Kierkegaards mor. I författaren Georg Brandes biografi över Kierkegaard, från 1877, framhålls detta som en trolig utlösande faktor till den så kallade jordbävningen. Kierkegaard växte upp i ett hem där det kristna syndabegreppet gjorde att han alltid riskerade att "straffas av Gud". Detta lade i mycket grunden till hans person, tillika hans framtida författarskap. 
Två år efter faderns bortgång avlade Kierkegaard sin examen. Hans examensarbete, som behandlade ironin ur ett sokratiskt perspektiv, fick ett gott omdöme och sades vara mycket läsvärt, om än lite väl skönlitterärt för ett vetenskapligt och filosofiskt arbete. Sin examensläsning till präst nämnde Kierkegaard dock senare som "min längsta parentes". 

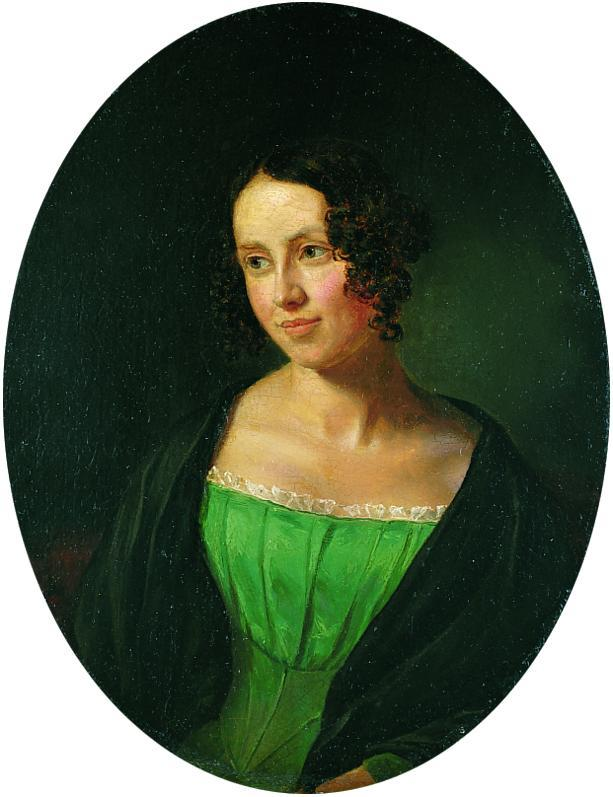
Regine Olsen, Kierkegaards stora kärlek.

En annan sak som anses ha haft stort inflytande på Kierkegaards verk, var det som hände härnäst: han ska ha blivit förälskad i Regine Olsen. Hon blev också mycket betagen i honom, men mindre än ett år efter att de hade förlovat sig, bröt Kierkegaard förlovningen. Ingen vet riktigt varför, men i hans verk antyds att det kan ha berott på att han blev deprimerad när det vanliga livet efter den första stormiga förälskelsen lagt sig. Kierkegaard själv hänvisade i sin dagbok till den "påle i köttet", som omöjliggjorde äktenskap. Under hela sitt liv hyste Kierkegaard varma känslor för Regine Olsen och strävade att planerat "oplanerat" träffa henne i olika sammanhang, men när hon sedermera gifte sig och flyttade utomlands, blev det också sista gången han såg henne. När hon återvände till Danmark, långt efter Kierkegaards död, fick de efter hennes bortgång 1904 emellertid sin sista viloplats i närheten av varandra, på Assistens Kirkegård i Köpenhamn. Genom hela sitt författarskap ägnade sig Kierkegaard till stor del, och i förtäckta former, att analysera vad det var som hade fått honom att bryta förlovningen.
Kierkegaard inledde sin egentliga filosofkarriär med Antingen-eller ("Enten–Eller"), utgiven 1843 under den latinska pseudonymen Victor Eremita (ungefär "den som segrar i ensamheten") och skriven som en monolog med insprängda aforismer, samt med ett fiktivt brev av en fiktiv person ("Förförarens dagbok"), för att lyfta fram sitt filosofiska resonemang. Kierkegaard måste därmed anses vara den förste att använda pseudonymiteten eller heteronymiteten (vilket är genomgående i hans verk) också i ett filosofiskt sammanhang. 
Han kom dock fram till att det fanns vissa grundläggande livsinställningar en människa kan inta. Dessa olika sätt att förhålla sig har han även rangordnat: det estetiska, det etiska respektive det religiösa förhållningssättet (stadierna eller "andens utveckling").
Den människa som intagit det estetiska förhållningssättet till världen har valt att frånsäga sig allt vad moral och förpliktelser heter, och egentligen valt att inte välja, utan istället inriktat sitt liv enbart på njutning – ett leverne som med tiden dock kommer att leda till manipulation och förställning (jämför psykopati) och inre nöd. Estetikern kan då, enligt Kierkegaard, välja att begå självmord eller också grundligt ompröva sin livsinställning genom att bli etiker. Etikern väljer att fullt ut ta ansvar för sitt liv och sina gärningar. Det sista stadiet är det religiösa, människan som förlitar sig på Gud och gör sitt bästa för att leva enligt den moral som den format och formar.
I sin nästa bok, Fruktan och bävan ("Frygt og Bæven"), kritiserade Kierkegaard den samtida teologin för att försöka förklara kristendomens objektiva sanning, vilket Kierkegaard ansåg vara omöjligt. 
I boken Begreppet ångest (”Begrebet Angest”) började Kierkegaard analysera tanken om ångestens betydelse för det mänskliga tänkandet, och som senare kom att bli ett centralt tema för den framtida existentialismen, företrädd av bland andra Jean-Paul Sartre. Här beskrivs för första gången tanken om den existentiella ångesten. 

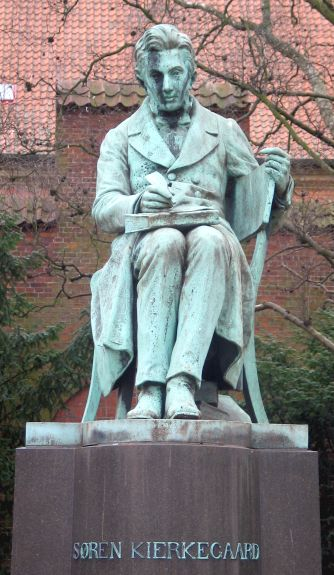
Kierkegaard står staty utanför Det Kongelige Bibliotek i Köpenhamn.

I Afsluttende, uvidenskabelig Efterskrift til de philosophiske Smuler (1846) utökade Kierkegaard sitt livs förhållningsstadier till sex stycken: det estetiska, ironin, det etiska, humorn, den allmänna religiositeten och den specifikt kristna religiositeten. För att övergå mellan stadierna krävs nu ett språng, en drastisk förändring. Här utvecklade han också sin existensfilosofi. Gud – om han existerar – är oändligt fri och höjd över tidens och rummets begränsningar och alltså evig. Människan är ändlig och hennes frihet är begränsad. Men hon kan själv bestämma hur hon vill förvalta friheten, hur hon vill leva sitt liv, hur hon vill förvalta sin existens. Den existentiella frågan om hur människan bör leva sitt liv kan endast hon själv besvara; filosofin kan det inte. Eller som han, som 22-årig student under en sommarvistelse i Gilleleje, skrev i ett brev 1835: "Det gäller att finna en sanning, som är sanning för mig, att finna den idé för vilken jag vill leva och dö." 
År 1846 blev Kierkegaard utsatt för en rad förlöjligande angrepp i skämttidningen Corsaren (något han faktiskt själv hade efterlyst). På grund av sitt psykiska och mentala tillstånd tog han detta mycket hårt. Han flydde nu till uppfattningen om en urkristendom och krävde ”samtidighet” med Kristus. Hans förhållningssätt till livet utvecklades till att ännu mer se livet som en plåga. Denna nya teologi var oförenlig med kyrkans officiella lära. Kierkegaard utträdde därför ur statskyrkan 1854 och började att skriva en rad artiklar, i vilka han kritiserade prästerskapet och manade till en återgång till sina "urkristna" krav. En utlösande faktor var H.L. Martensens minnestal över J.P. Mynster. Striden blev för hård för honom; hösten 1855 svimmade han av på gatan och avled några veckor senare. Dödsorsaken blev aldrig avgjord, men han fick bland annat medicin mot epilepsi.
Kierkegaard begravdes i Vor Frue Kirke i Köpenhamn i enlighet med den danska kyrkans ordning, men under den efterföljande jordfästningen kom skandalartade scener att utspelas på Assistens Kirkegård dit kistan hade förts. Henrik Lund, Kierkegaards systerson, avbröt domprosten och läste där upp valda texter av sin morbrors hand och anklagade kyrkan för att, genom sitt religiösa begravningsceremoniel, ha våldtagit Kierkegaards minne. Detta fick några dagar därefter också Morgenposten att syrligt kommentera: "En man, som hade förklarat sig vara inte officiellt kristen, hade knappt dött, innan den officiella kyrkan lade beslag på hans värnlösa lik och släpade iväg med det."1 För sitt tilltag dömdes Henrik Lund 1856 till 100 riksdaler i böter.

### Citat
- "Skulle jag önska mig något, så skulle jag inte önska mig rikedom eller makt, utan möjlighetens lidelse, det öga som evigt ungt och evigt brinnande överallt ser möjligheten." (Antingen–eller, 1843)
- "Att våga är att förlora fotfästet en liten stund. Att inte våga är att förlora sig själv."
- "Prästen – denna i långa kläder insvepta definition av nonsens!"
- "Subjektiviteten är sanningen."
- "Andersen kan berätta sagan om Lyckans galoscher, jag berättar den om Skon som klämmer."
- "Det har sedan min tidigaste barndom suttit en pil i mitt hjärta. Så länge den sitter där, är jag ironisk – dras den ut, så dör jag."

## Utmärkelser
Asteroiden 7056 Kierkegaard är uppkallad efter honom.